# Chlaenius junceus
Chlaenius (Ocybatus) junceus – gatunek chrząszcza z rodziny biegaczowatych i podrodziny Licininae.
Opisany został w 1923 roku przez Herberta Edwarda Andrewesa.
Imagines osiągają od 10 do 11 mm długości ciała.
Chrząszcz ten jest endemitem Chin, gdzie wykazany został z Hongkongu, Junnanu, Hainanu.